# Гродеков Микола Іванович
Мико́ла Іва́нович Гроде́ков (рос. Николай Иванович Гродеков; нар. 22 вересня 1843 — пом. 12 грудня 1913) — російський воєначальник і державний діяч, військовий губернатор Сирдар'їнської області, Приамурський і Туркестанський генерал-губернатор, генерал від інфантерії (06.12.1900).

## Життєпис
Народився 22 вересня 1843 року в місті Єлизаветграді Херсонської губернії (нині — Кропивницький) в родині військового.
У 1862 році випущений з 2-го військового Костянтинівського училища поручиком у 3-ій гренадерський стрілецький батальйон. У складі батальйону брав участь у придушенні Польського повстання в січні 1863 року. По тому переведений у лейб-гвардії Гренадерський полк.
У 1868 році закінчив курс Академії Генерального штабу. До 1873 року проходив військову службу в Кавказькому військовому окрузі.

### У Середній Азії
У 1873 році М. І. Гродеков взяв участь у Хівінському поході, обіймаючи посаду начальника Мангишлацького загону. За відзнаку в бойових діях був нагороджений орденом Святого Станіслава 2-го ступеня й золотою зброєю.
У 1876 році був призначений начальником штабу Ферганської області, військовим губернатором якої на той час був М. Д. Скобелєв.
Після закінчення російсько-турецької війни 1877—1878 років, Англія стягнула свої війська до кордону Індії, що було сприйнято Росією, як загроза війни. Туркестанському генерал-губернаторові К. Кауфману було доручено здійснити силами особливого загону демонстративний похід до кишлаку Джам, на кордоні Бухарського ханства. М. І. Гродекова було призначено начальником польового штабу цього загону. Відразу ж по закінченні експедиції, він здійснив ризикований для того часу пробіг верхи, в супроводі всього лише 2 джигітів, для розвідки суміжних російському кордонові територій північного Афганістану і північно-східної Персії, здолавши загалом близько двох тисяч верст. Ця поїздка була зарахована Гродекову за похід, крім того, він був нагороджений орденом Святого Володимира 3-го ступеня.
У 1880 році М. І. Гродеков брав участь у Ахал-Текінській експедиції М. Скобелєва начальником передового загону, а згодом — начальником штабу військ Закаспійської області. Того ж року отримав чин «генерал-майора». У 1881 році «за відмінну мужність і хоробрість, виявлені в справах з текинцами під час облоги і штурму Геок-Тепе» був нагороджений орденом Святого Георгія 4-го ступеня.
У червні 1883 року відбулося призначення М. І. Гродекова військовим губернатором і командувачем військами Сирдар'їнської області.
На цій посаді він з особливою дбайливістю ставився до справи розвитку народного добробуту і поширення освіти серед місцевого населення. У 1890 році був проведений в генерал-лейтенанти.

### На Далекому Сході
У 1893 році М. І. Гродеков був призначений помічником Амурського генерал-губернатора і командувача військами Приамурського військового округу. Тут його зусиллями утворений в Хабаровську відділ Імператорського географічного товариства, відкрита публічна бібліотека і облаштований музей з богатійшими колекціями з археології, етнографії й фауни краю.
У 1898 році М. І. Гродеков був призначений Приамурським генерал-губернатором і командувачем військами округу.
Внаслідок Їхетуанського (боксерського) повстання в Китаї, що спалахнуло в 1899 році і перекинулось на північну Манчжурію, у 1900 році виникли ускладнення в районі будівництва Китайсько-Східної залізниці. М. І. Гродеков був призваний до відповідальної діяльності оборони Приамур'я й заспокоєння китайських хвилювань. На допомогу Харбіну ним був відряджений військовий загін під орудою генерал-майора В. Сахарова. Завдяки енергічним і рішучим діям Гродекова та бличкуче виконаній під його керівництвом мобілізації, до 22 липня 1901 року головна водна артерія — Амур — була повністю очищена від китайців й по ній відновлено вільний рух річкових суден. Була звільнена також і частина лінії Китайсько-Східної залізниці, на ній відновлено будівельні роботи. До 20 серпня, після здобуття росіянами Гірина, Ціцікара і Нінгута, вся магістраль протягжністю 1200 верст перебувала знову під російським контролем і військові дії на півночі Манчжурії можна було вважати закінченими. М. І. Гродекову була жалувана золота шашка, прикрашена діамантами з надписом «За перемоги в Північній Манчжурії 1900 р.». Того ж року він був зведений у генерали від інфантерії.

### Останні роки
30 серпня 1902 року М. І. Гродеков був призначений членом Державної Ради Російської імперії, а у 1905 році йому було наказано бути постійним членом Ради державної оборони Росії.
6 лютого 1906 року призначений командувачем військами на Далекому Сході з правами головнокомандувача.
22 серпня того ж року був призначений Туркестанським генерал-губернатором і командувачем військами Туркестанського військового округу. Цю посаду обіймав аж до свого виходу на пенсію за станом здоров'я 8 березня 1908 року.
Помер 12 грудня 1913 року в Санкт-Петербурзі, похований на Смоленському православному кладовищі.

## Літературна діяльність
Перша літературна праця М. І. Гродекова — «Нагорна смуга Кубанської області» — відноситься ще до часів служби на Кавказі.
Свої враження від кінної поїздки 1878 року північним Афганістаном і північно-східною Персією виклав у книзі «Через Афганістан» (1879), яка витримала 2 видання й була перекладена англійською, французькою і німецькою мовами.
У 1883 році побачила світ праця «Хівинський похід 1873 р. Дії Кавказьких загонів».
Ахал-Текінська експедиція 1880 року була докладно описана М. І. Гродековим у 4-томній праці «Війна в Туркменії» (1883—1884), яка також була перекладена англійською і французькою.
У 1885 році ним був виданий збірник «Киргизи і кара-киргизи Сирдар'їнської області. Юридичний побут киргизів».
У 1893 році М. І. Гродеков ініціював і здійснив переклад з англійської окремих глав книги середньовічного узбецького правника Бурхануддина аль-Маргінані «Хідая. Коментарі мусульманського права».
Літературна діяльність М. І. Гродекова не обмежується перерахованими працями. У різний час ним було надруковано низку статей військового, політичного і географічного змісту у «Військовому збірнику», «Російському Інваліді», «Новому Часі» та інших виданнях.